# 多賀宗直
多賀 宗直（たが むねなお、生年不詳 - 長享元年5月1日（1487年6月1日））は、室町時代後期から戦国時代前期の武将。多賀清直の子。通称は兵衛四郎。号は大成。京極氏の家臣多賀氏の一族で多賀出雲守家の出身。諱の「宗」の字は（後述の和睦時に）京極材宗から偏諱（一字）を賜ったものと思われる。
京極氏のお家騒動（京極騒乱）では父と共に京極乙童子丸（後の高清）を擁立して乙童子丸の叔父京極政経（材宗の父）及び多賀高忠と衝突を繰り返し、父が文明11年（1479年）に亡くなった後も抵抗を続けたが、文明13年（1481年）に室町幕府の仲介で高忠と和睦、高清の補佐として事実上北近江の実権を握った。文明17年（1485年）に出家、大成と号した。
文明18年（1486年）8月、京極政経・材宗父子が出雲から上洛すると政経父子と結んで高清に反乱を起こし、高清を甲賀郡三雲に追放したが、10月に高清の反撃に遭い美濃へ逃亡、翌長享元年（1487年）に北近江に戻ったが、5月1日に国友河原で敗北、浅井郡月ヶ瀬の城館に逃れたが包囲され自殺した。
宗直の自殺で多賀出雲守家は断絶、高忠の豊後守家が存続した。